# That's What I Am
That's What I Am é um filme de comédia dramática produzido nos Estados Unidos em 2011, dirigido por Michael Pavone e estrelando Ed Harris e Chase Ellison. Recebeu um lançamento limitado em 29 de abril de 2011 e depois foi lançado em DVD no dia 15 de junho de 2011.